# Carmen Brussig
Carmen Brussig (* 20. Mai 1977 in Leipzig) ist eine deutsche Judoka-Behindertensportlerin. Sie errang mehrere Welt-, Europa- und Deutsche Meistertitel im Behindertensport.

## Leben
Carmen Brussig und ihre Zwillingsschwester Ramona, ebenfalls Judoka, starten für den Judoverein PSV Schwerin. Von Beruf war Carmen Brussig Konditorin, konnte jedoch durch ihre fortschreitende Sehbehinderung diesen Beruf nicht mehr ausüben.
Brussig errang bei der Paralympics 2008 in Peking die Bronzemedaille. Aufsehen erregten die Brussig-Zwillinge bei den Paralympics 2012, als sie am selben Tag in ihrer jeweiligen Gewichtsklasse Gold gewannen. Sie waren damit die Ersten, die während der Paralympics für Deutschland die Goldmedaille errangen. In Seoul hat Carmen Brussig ihren dritten Weltmeistertitel erkämpfen können und führte damit die Weltrangliste des Internationalen Blindensportverbandes (IBSA) bis 48 kg an.
Sie startete für Deutschland bei den XVI. Paralympischen Sommerspielen 2021 in Tokio.

## Erfolge
- Deutsche Meisterschaften
  - 1. Platz: 2006, 2007, 2008, 2009, 2010, 2011, 2013, 2014, 2017
  - 2. Platz: 2005, 2012, 2019
- Europameisterschaften:
  - 1. Platz 2007
  - 2. Platz 2005, 2009, 2013, 2015,
  - 3. Platz 2011, 2017, 2022
- Weltmeisterschaften:
  - 1. Platz 2006, 2007, 2015
  - 2. Platz 2011, 2014
  - 3. Platz 2010
- Sommer-Paralympics 2008:
  - 3. Platz in der Klasse Sehbehinderung / Superleichtgewicht (bis 48 kg)[3]
- Sommer-Paralympics 2012:
  - 1. Platz in der Klasse Superleichtgewicht (bis 48 kg)
- Sommer-Paralympics 2016:
  - 2. Platz in der Klasse Superleichtgewicht (bis 48 kg)

## Ehrungen
- 2012: Silbernes Lorbeerblatt[4]
- 2008: Silbernes Lorbeerblatt